# محمد فاضل (لاعب كرة قدم)
محمد فاضل مواليد 27 أكتوبر 1963 هو لاعب كرة قدم عراقي سابق يلعب في مركز الدفاع. مثّل منتخب العراق لكرة القدم. شارك في بطولة الرجال في دورة الالعاب الاولمبية الصيفية 1984. لعب فاضل للعراق عام 1984.

## المسيرة الاحترافية

### أندية لعب لها
- نادي الشرطة